# 카니시우스 칼리지
카니시우스 칼리지(Canisius College, 커니셔스 칼리지)는 미국 뉴욕주 버펄로에 위치한 사립 예수회 칼리지이다. 1870년 독일의 예수회에 의해 설립되었으며 베드로 가니시오(St. Peter Canisius)의 이름을 따서 교명이 정해졌다. 카니시우스 칼리지는 100개 이상의 학부를 제공하며 약 34개의 박사 및 인증 프로그램을 제공한다.